# نبرد وردن
نبرد وِردَن (به فرانسوی: Bataille de Verdun؛ به آلمانی: Schlacht um Verdun) طولانی‌ترین نبرد جنگ جهانی اول است که ۱۸ دسامبر ۱۹۱۶ با شکست آلمانی‌ها پایان یافت. محصول این نبرد ۳۰۲ روزه که ۲۱ فوریه ۱۹۱۶ در شمال شرقی فرانسه و در نزدیکی شهری به همان نام یعنی وردن آغاز شده بود، نزدیک به ۳۴۰ هزار کشته و بیش از نیم میلیون زخمی بود. شمار کشته‌شدگان فرانسوی ۱۶۳ هزار و آلمانی ۱۴۳ هزار گزارش شده‌است. در این نبرد بیش از ۴۰ میلیون گلوله توپ بکار رفته بود. نبرد در زمینی پر از تپه صورت گرفته بود. ژنرال فون فالکنهاین رئیس ستاد ارتش آلمان هجدهم دسامبر به ستاد ارتش آلمان اعلام کرد که ادامه این نبرد به مصلحت نیست و سپس به نیروهای خود دستور عقب‌نشینی داد. فرمانده نیروهای فرانسوی در این نبرد مارشال پتن بود که با این پیروزی، قهرمان ملی فرانسه شد. فرانسویان همین قهرمان ملی را در پایان جنگ جهانی دوم به اعدام محکوم کردند که با یک درجه تخفیف، روانه حبس ابد شد زیرا که در جریان جنگ جهانی دوم، ادامه جنگ با آلمان را به مصلحت فرانسه ندیده بود.

## آغاز جنگ وردن
در آغاز سال ۱۹۱۶ میلادی و در جریان جنگ جهانی اول، نیروهای آلمان به قصد تصرف پاریس، در بامداد روز ۲۱ فوریه سال ۱۹۱۶ میلادی در ساعت ۷ و ۳۰ دقیقه ، با آتش توپخانه‌ استحکامات وردن و سنگرهایی که ۳ لشکر فرانسوی در آن‌ها موضع گرفته بودند را در هم کوبیدند. توپخانه آلمان مجهز به ۱۳۰۰ آتشبار از انواع مختلف ، مدت ۹ ساعت جبهه‌ای به طول ۱۵ کیلومتر را زیر آتش گرفت. در این میان، هرچند یکی از قلعه‌های اطراف شهر به تصرف آلمان درآمد ، ولی نیروهای مدافع وردن که با کمک قوای کمکی و تازه‌نفس تقویت شده بودند، پیشروی آلمانی‌ها را در همین مرحله متوقف ساختند و پنج حمله بزرگ نیروهای آلمان برای پیشروی به طرف وردن ، تا ماه مارس ۱۹۱۶م با شکست مواجه گردید.
در اول ژوئیه ۱۹۱۶، درحالی‌که آلمانی‌ها حمله بزرگ و تازه‌ای را برای تصرف وردن تدارک می‌دیدند، نیروهای انگلیس و فرانسه به تهاجم وسیعی در شمال‌غربی فرانسه دست زدند و پس از پنج ماه نبرد سنگین، یکی از خونین‌ترین و وسیع‌ترین عملیات‌های نظامی در طول جنگ جهانی اول رقم خورد.

## سرانجام جنگ
سرانجام نیروهای انگلیس و فرانسه با وجود تحمل تلفات سنگین در این نبرد، موفق نشدند آلمانی‌ها را از مواضع خود در این منطقه عقب برانند ولی تلفات و ضایعات وارده بر ماشین جنگی آلمان در این جنگ سنگین‌تر بود و کارشناسان نظامی آلمان بعدها بر نقطه عطف بودن نبرد وردن در تاریخ جنگ جهانی اول و سرآغاز شکست آلمان در این جنگ، اذعان کردند.

## تسلیحات استفاده‌شده
در این جنگ، علاوه بر به کار گرفتن وسیع نیروی هوایی، برای اولین بار از تانک استفاده شد. ولی کاربرد تانک‌های انگلیسی که برای نخستین بار در پانزدهم سپتامبر وارد میدان شدند، به علت بارندگی‌های شدید و گل‌آلود‌‌ بودن زمین، چندان درخشان نبود. نکتهٔ مهم‌تر این که در این جنگ برای اولین‌ بار در طول جنگ جهانی، ستاد ارتش آلمان از راهبرد جنگ فرسایشی بهره گرفت که البته به دلیل کمتر بودن منابعش نسبت به منابع متفقینی که سلطه اقتصادی و تجاری بر دنیا داشتند، به نتیجه  چندانی نرسیده و متحمل تلفات عظیمی شدند. (رجوع کنید به اریش فون فالکنهاین، بخش ارزیابی)

## تلفات جنگ
نبرد وحشتناک، سرانجام پس از ۳۰۲ روز درگیری خونین، با مرگ بیش از دو میلیون و دویست و شصت و پنج هزار نفر از نیروهای متخاصم در هجدهم دسامبر ۱۹۱۶م به پایان رسید. تلفات عظیم این جنگ، علاوه بر وسعت عملیات نظامی و به کار گرفتن سلاح‌های جدید جنگی، ناشی از استفاده وسیع نیروهای متخاصم از گازهای سمی و سلاح‌های شیمیایی بود.

## نگارخانه

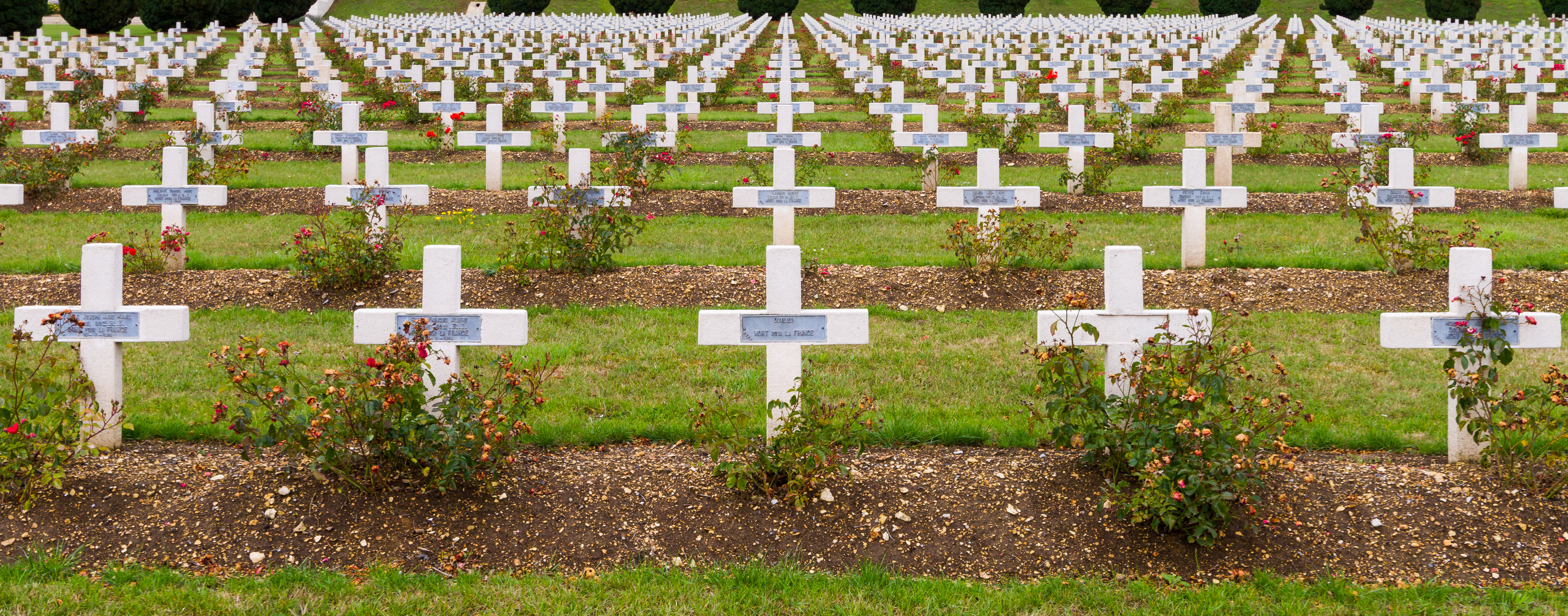
آرامستان ملی دوئامون
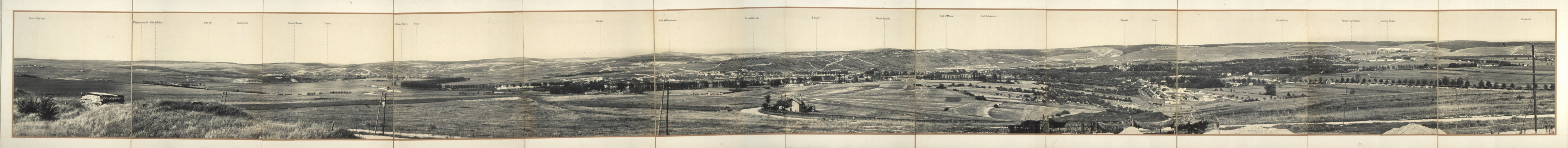